# ممیز (ریاضیات)
در ریاضیات و رایانش، یک مُـمَیز برای جدا کردن قسمت کسری بعد از ممیز (از ممیز به سمت راست) از بخش اعداد صحیحش (از چپ تا ممیز) در دستگاه اعداد عربی کار می‌رود. لغت ممیز یک واژه عمومی است که در تمامی دستگاه‌های پایه‌های عددنویسی کاربرد دارد. در دستگاه اعداد ده‌دهی به آن نشانهٔ اعشار یا جداکنندهٔ اعشار نیز می‌گویند.
در کشورهای مختلف آن را به‌صورتهای متفاوت نگارش میکنند. در کشورهای فارسی زبان و عرب آن را به صورت خط مورب استفاده می‌کنند، در حالیکه در بسیاری از کشورها از ویرگول به‌جای آن بهره می‌برند و در کشورهای انگلیسی زبان از نقطه استفاده می‌کنند.
جداکننده اعشار از نشانه‌های خط فارسی‌ست که برای جدا کردن اعشار شماره از بخش صحیحش به کار می‌رود. شکل اصلی آن یک خط کج شبیه «ر» بدون انحنا است؛ مانند ۲۲٫۶۳۵ (بیست و دو ممیز ششصد و سی و پنج هزارم).
استاندارد ۶۲۱۹ موسسهٔ استاندارد و تحقیقات صنعتی ایران، نویسه‌ای که برای ممیز فارسی در رایانه‌ها استفاده می‌شود را طبق استاندارد یونیکد، دارای شناسهٔ U+066B تعریف نموده است. این نویسه در صفحه کلید استاندارد فارسی  با کلید ⇧ Shift+3 تایپ می‌شود.

## مثالها
- در دستگاه اعداد ده‌دهی یا اعداد در پایه ۱۰:

۱۳/۶۲۵ را در نظر بگیرید: در این مثال ۱۳ عددی صحیح است که در سمت چپ ممیز نوشته شده است، و ۶۲۵ قسمت کسری آن است که در سمت راست ممیز نوشته شده است.
- در دستگاه اعداد دودویی یا اعداد در پایه ۲:

۱۱۰۱/۱۰۱ را در نظر بگیرید: در این مثال عدد ۱۱۰۱/۱۰۱ دارای ارزش رقمی زیر میباشد:
| به توان ۲  | ۳- | ۲- | ۱- |   | ۰ | ۱ | ۲ | ۳ |
| عدد دودویی | ۱  | ۰  | ۱  | / | ۱ | ۰ | ۱ | ۱ |
بنابراین ارزش عددی آن به‌صورت زیر محاسبه میگردد:
{\displaystyle {\begin{aligned}1101.101_{2}&=1\times 2^{3}+1\times 2^{2}+0\times 2^{1}+1\times 2^{0}+1\times 2^{-1}+0\times 2^{-2}+1\times 2^{-3}\\&=1\times 8+1\times 4+0\times 2+1\times 1+1\times 0.5+0\times 0.25+1\times 0.125\\&=8+4+0+1+0.5+0+0.125\\&=13.625_{10}\end{aligned}}}
حالا به نظر میرسد که ۱۱۰۱ که سمت چپ ممیز قرار گرفته است، نماینده دستگاه دودویی از عدد ۱۳ در مبنا یا پایه‌ً ده میباشد. از ممیز به سمت راست اعداد ۱۰۱ (بخوانید یک، صفر، یک. چرا که آن یکصد و ده نیست)، نماینده دستگاه دودویی از عدد کسری

## ساده‌سازی محاسبات
با نظر به محاسبات در قسمت مثالهای این مقاله می‌توان اینگونه تعریف کرد که بدون در نظر گرفتن پایه یک عدد، اولین جایگاه عددی از ممیز به سمت چپ دارای توان صفر بوده و هر عدد از آن که به سمت چپ میرود یک واحد به توان آن اضافه میگردد و از ممیز به سمت راست هر عدد یک توان منفی گرفته و با همین قانون ادامه می یابد:
- مثلاً در نظر بگیرید عدد ۷۲/۳۴۱ که یک عدد در مبنای ده می‌باشد به صورت زیر محاسبه میگردد:

{\displaystyle {\begin{aligned}72.341_{10}&=7\times 10^{1}+2\times 10^{0}+3\times 10^{-1}+4\times 10^{-2}+1\times 10^{-3}\\\end{aligned}}}
- حالا این محاسبه را برای عدد ۱۱۰۱/۱۰۱ در مبنای دو انجام میدهیم تا ببینیم که این قانون برای هر عدد گویایی در هر مبنایی صادق است:

{\displaystyle {\begin{aligned}1101.101_{2}&=1\times 2^{3}+1\times 2^{2}+0\times 2^{1}+1\times 2^{0}+1\times 2^{-1}+0\times 2^{-2}+1\times 2^{-3}\\\end{aligned}}}